# Partito Nazionale Religioso
Il Partito Nazionale Religioso (in ebraico: מפלגה דתית לאומית, Miflaga datit le'umit o Mafdal, מפד״ל), è stato un partito politico israeliano religioso, sionista e nazionalista. Fu parzialmente classificato come di estrema destra. 
Al momento del suo scioglimento, nel 2008, era il secondo partito più antico del paese dopo Agudat Yisrael, ed è stato membro di ogni governo di coalizione dal 1992.

## Storia
Fu fondato nel giugno 1956 dal partito sionista religioso HaMisrachi e dal partito sionista-ortodosso dei lavoratori HaPo'el haMisrachi. Fino al 1977 è stato coinvolto nei governi guidati da Mapai e dal Partito Laburista, dove è stato responsabile per lo più del Ministero degli Affari Religiosi e di altri ministeri (affari sociali, sanità, poste, sviluppo, affari interni).
Dal 1986 il Mafdal  fu coinvolto nei governi guidati da Likud e sostenne il movimento dei coloni Gush Emunim. Nel 1992 il partito entrò all'opposizione, ma dal 1996 fu rappresentato da due ministri nel governo. Nel 2001 ha deciso di passare all'opposizione contro Ariel Sharon. Il loro penultimo leader del partito era l'ex generale Effi Eitam, che nel 2006 affermò: "Dobbiamo guidare la stragrande maggioranza degli arabi in Cisgiordania da lì e rimuovere gli arabi israeliani dal sistema politico". Ha descritto gli israeliani palestinesi con cittadinanza israeliana come "cancro del popolo".
Il Mafdal fu scelto da israeliani ebrei di origine sefardita e ashkenazita. Yigal Amir, l'assassino di Yitzhak Rabin, proveniva da circoli religiosi nazionali.
Il partito ha annunciato il suo scioglimento in una conferenza stampa il 4 novembre 2008. Nella convenzione del partito in seguito all'annuncio del 18 novembre 2008, la maggioranza dei delegati ha votato per lo scioglimento del Mafdal e un nuovo inizio con un nuovo partito. Insieme con l'Unione Nazionale (NU), Moledet e Tkuma fu fondato il partito La Casa Ebraica (HaBajit haJehudi).